# Dolichomitus sericeus
Dolichomitus sericeus är en stekelart som först beskrevs av Hartig 1847.  Dolichomitus sericeus ingår i släktet Dolichomitus och familjen brokparasitsteklar. Enligt den finländska rödlistan är arten nära hotad i Finland. Artens livsmiljö är skogar. Inga underarter finns listade i Catalogue of Life.